# Valeriy Belousov
Valeriy Belousov (russisch Валерий Белоусов, engl. Transkription Valeriy Belousov; * 22. Januar 1970 in Wolgograd) ist ein ehemaliger russischer Zehnkämpfer. Er nahm an den Leichtathletik-Weltmeisterschaften 1995 teil. Seine Bestleistung mit 8099 Punkten erzielte er im Juli 1995 beim Leichtathletik-Europacup der Mehrkämpfer in Helmond.

## Karriere
Belousov startete für Dynamo Wolgograd. In der Saison 1992 wurde er in Irkutsk erstmals russischer Zehnkampfmeister.
1994 in Wladimir und 1995 in Moskau konnte er den Titel erneut erringen. 1996 in Sankt Petersburg und 1997 in Krasnodar gewann er Silber. 1994 erzielte er bei den heimischen Goodwill Games in Sankt Petersburg 7817 Punkte, womit er Vierter wurde. Seinen Leistungshöhepunkt hatte er am 2. Juli 1995 anlässlich des Leichtathletik-Europacup der Mehrkämpfer. Ausgerechnet bei den Weltmeisterschaften am 6./7. August 1995 in Göteborg wurde ihm ein Salto Nullo zum Verhängnis, und er beendete den Wettbewerb auf dem 19. Platz. Bei der Sommeruniversiade 1995 in Fukuoka wurde er Sechster und auf Sizilien 1997 mit 7701 Punkten Siebter.
Belousov ist seit 2001 Sportlehrer in Heidenheim und Leichtathletiktrainer beim Heidenheimer SB.

## Persönliche Bestleistungen
- Zehnkampf: 8099 Punkte, 2. Juli 1995 in Helmond
- Siebenkampf (Halle): 5824 Punkte, 16. Februar 1997 in Lipezk